# Agonandra brasiliensis
Agonandra brasiliensis, conhecida comumente como Pau-marfim, é uma árvore nativa da floresta amazônica, Caatinga, Mata Atlântica, Pantanal e do cerrado brasileiros, porém não é endêmica do Brasil.
Pertencendo a família das Opiliaceaes, possui potencial para madeira, reflorestamento e até uso da casca para cortiça, apesar de haver poucos estudos.